# Luboš Buchta
Luboš Buchta (* 16. května 1967 Nové Město na Moravě) je bývalý český běžec na lyžích, který závodil v letech 1989–1999.
Startoval na ZOH 1992, 1994 a 1998. V individuálních závodech se nejlépe umístil na 13. místech v závodě na 30 km klasicky v Albertville 1992 a v závodě na 50 km volným způsobem v Naganu 1998. Se štafetou 4×10 km byl nejlépe sedmý na ZOH 1992. Na ZOH 1998 byl vlajkonošem české reprezentace.